# Paris Violence
Paris Violence — французская ой- и стритпанк-группа, образованная в 1994 году в Париже. Стиль группы включает элементы пост-панка, дарквейва и готик-метала).
Если на первых демозаписях группа играла панк-рок и ой в чистом виде, то уже в первом альбоме («Temps de Crise») начали появляться баллады с использованием клавишных. В дальнейшем эти тенденции продолжали развиваться, и с выходом альбома «L'Âge de Glace» Paris Violence окончательно отошли от «чистого» панка. В альбоме «Nous sommes nés trop tard» группа приобрела уже металлическо-симфоничное звучание с активным использованием синтезаторов.
В то время как для основной массы ой/стритпанк-групп характерны довольно примитивные тексты об уличном насилии, футбольных хулиганах и употреблении пива, тексты Paris Violence написаны на литературном французском языке и посвящены в основном политической и исторической тематике. Так, у них есть песни, посвященные событиям из истории Франции («Raison d’Etat»), России («Ungern-Sternberg»), Венгрии («Budapest '56», «Retour à Budapest»), Японии («Les Mondes flottants»). Paris Violence не придерживаются какой-то определенной политической идеологии, но в целом их убеждения ближе всего к индивидуализму и нонконформизму по Штирнеру и Ницше («Le Crépuscule des Idoles», «Non Conforme»). Кроме того, их тексты (да и музыка тоже) выделяются мрачным и пессимистическим настроением, и неприятием современного общества потребления.

## Состав
- Flav — вокал, мультиинструменталист
- Tony — гитара, бас, бэк-вокал
- Sylvain — клавиши

### Бывшие участники
- Spirou (ex-Molodoï) — гитара, бас, аранжировки
- Jérôme — бас, бэк-вокал
- Thierry — гитара, бэк-вокал

## Дискография

### Демозаписи
- L’esprit français 1995
- Un hiver en banlieu 1996
- Violence dans l’azur 1997
- De colère et de haine 1998
- CD demos vol 1 2005
- CD demos vol 2 2007

### Мини-альбомы
- Humeurs noires 1998
- Rayé de la Carte 2000
- Cauchemar Abyssal 2002
- Les mondes flottants 2005
- Les saisons mortes 2008

### Альбомы
- Temps de Crise 1998 CD
- Mourir en Novembre 2000 CD
- L'Âge de Glace 2001 CD/LP
- Ni Flëurs Ni Couronnes 2001 (мини-альбом), 2005 (LP)
- En Attendant l’Apocalypse 2003 CD/LP
- La Tentation du Néant 2007 CD
- Nous sommes nés trop tard 2008 LP
- La nostalgie du Chaos 2008 CD
- Le Vent divin souffle toujours 2008
- Fleurs de névroses et d'éther 2010
- Promesses d’immortalité 2015